# Amedeo Benedetti (calciatore)
Amedeo Benedetti (Rovereto, 25 ottobre 1991) è un calciatore italiano, difensore del Trapani.

## Caratteristiche tecniche
Terzino sinistro di spinta, si distingue notevolmente per la sua buona resistenza fisica coadiuvata da un'ottima capacità di corsa, può giocare anche come quinto di centrocampo sulla fascia finistra. inoltre è molto abile nel crossare e fornire assist per i compagni.

## Carriera
Cresciuto nel settore giovanile del Chievo, ha disputato la prima stagione professionistica in prestito alla Pro Patria, offrendo ottime prestazioni individuali. L'11 luglio 2011 passa, sempre a titolo temporaneo, al Pisa, con cui resta fino al giugno 2013. In seguito trascorre una stagione e mezza al Lumezzane, affermandosi come uno dei migliori interpreti del ruolo nella categoria. Il 2 febbraio 2015 passa alla Reggina; il 24 luglio viene ceduto al Cittadella, con cui conquista la promozione in Serie B. Rimasto con la squadra patavina anche nella stagione successiva, viene riscattato nel giugno 2017.
Il 22 luglio 2022 passa al Pordenone.
Il 16 luglio 2023, dopo esser rimasto svincolato, passa al Benevento

## Statistiche

### Presenze e reti nei club
Statistiche aggiornate al 17 marzo 2025.
| Stagione          | Squadra           | Campionato        | Campionato | Campionato | Coppe nazionali | Coppe nazionali | Coppe nazionali | Coppe continentali | Coppe continentali | Coppe continentali | Altre coppe | Altre coppe | Altre coppe | Totale | Totale |
| Stagione          | Squadra           | Comp              | Pres       | Reti       | Comp            | Pres            | Reti            | Comp               | Pres               | Reti               | Comp        | Pres        | Reti        | Pres   | Reti   |
| ----------------- | ----------------- | ----------------- | ---------- | ---------- | --------------- | --------------- | --------------- | ------------------ | ------------------ | ------------------ | ----------- | ----------- | ----------- | ------ | ------ |
| 2010-2011         | Pro Patria        | 2D                | 27+4       | 1+1        | CI-LP           | 3               | 0               | -                  | -                  | -                  | -           | -           | -           | 34     | 2      |
| 2011-2012         | Pisa              | 1D                | 27         | 0          | CI+CI-LP        | 0+5             | 0               | -                  | -                  | -                  | -           | -           | -           | 32     | 0      |
| 2012-2013         | Pisa              | 1D                | 25+2       | 2          | CI+CI-LP        | 2+5             | 1+1             | -                  | -                  | -                  | -           | -           | -           | 34     | 4      |
| Totale Pisa       | Totale Pisa       | Totale Pisa       | 52+2       | 2          |                 | 12              | 2               |                    | -                  | -                  |             | -           | -           | 66     | 4      |
| 2013-2014         | Lumezzane         | 1D                | 25         | 1          | CI+CI-LP        | 2+1             | 0+1             | -                  | -                  | -                  | -           | -           | -           | 28     | 2      |
| 2014-gen. 2015    | Lumezzane         | LP                | 21         | 1          | CI+CI-LP        | 0+3             | 0               | -                  | -                  | -                  | -           | -           | -           | 24     | 1      |
| Totale Lumezzane  | Totale Lumezzane  | Totale Lumezzane  | 46         | 2          |                 | 6               | 1               |                    | -                  | -                  |             | -           | -           | 52     | 3      |
| gen.-giu. 2015    | Reggina           | LP                | 13+2       | 0          | CI+CI-LP        | 0+0             | 0               | -                  | -                  | -                  | -           | -           | -           | 15     | 0      |
| 2015-2016         | Cittadella        | LP                | 22         | 0          | CI+CI-LP        | 3+4             | 0               | -                  | -                  | -                  | SLP         | 2           | 1           | 31     | 1      |
| 2016-2017         | Cittadella        | B                 | 23         | 1          | CI              | 0               | 0               | -                  | -                  | -                  | -           | -           | -           | 23     | 1      |
| 2017-2018         | Cittadella        | B                 | 28+2       | 0          | CI              | 0               | 0               | -                  | -                  | -                  | -           | -           | -           | 30     | 0      |
| 2018-2019         | Cittadella        | B                 | 30+1       | 0          | CI              | 1               | 1               | -                  | -                  | -                  | -           | -           | -           | 32     | 1      |
| 2019-2020         | Cittadella        | B                 | 27+1       | 1          | CI              | 0               | 0               | -                  | -                  | -                  | -           | -           | -           | 28     | 1      |
| 2020-2021         | Cittadella        | B                 | 20         | 2          | CI              | 2               | 0               | -                  | -                  | -                  | -           | -           | -           | 22     | 2      |
| 2021-2022         | Cittadella        | B                 | 20         | 0          | CI              | 1               | 0               | -                  | -                  | -                  | -           | -           | -           | 21     | 0      |
| Totale Cittadella | Totale Cittadella | Totale Cittadella | 170+4      | 4          |                 | 11              | 1               |                    | -                  | -                  |             | 2           | 1           | 187    | 6      |
| 2022-2023         | Pordenone         | C                 | 30+2       | 0          | CI-C            | 1               | 0               | -                  | -                  | -                  | -           | -           | -           | 33     | 0      |
| 2023-2024         | Benevento         | C                 | 17         | 0          | CI-C            | -               | -               |                    | -                  | -                  |             | -           | -           | 17     | 0      |
| 2024-2025         | Trapani           | C                 | 22         | 0          | CI-C            | 4               | 0               |                    | -                  | -                  |             | -           | -           | 26     | 0      |
| Totale carriera   | Totale carriera   | Totale carriera   | 377+14     | 10         |                 | 37              | 4               |                    | -                  | -                  |             | 2           | 1           | 430    | 15     |

## Palmarès

### Club

#### Competizioni nazionali
- Lega Pro: 1

Cittadella: 2015-2016 (girone A)